# Neozaphrentis
Neozaphrentis is een monotypisch geslacht van uitgestorven van koralen, dat voorkwam in het Vroeg-Carboon.

## Beschrijving
Dit 2,5 centimeter lange, solitaire koraal had een lang hoofdseptum en er tegenoverstaand een kort septum, met schuine fossula aan de convexe zijde. De tabulae waren onvolledig en het had geen dissepimenten.